# Prionosuchus plummeri
Il prionosuco (Prionosuchus plummeri) (il cui nome significa "coccodrillo sega") è un grande anfibio estinto, appartenente ai temnospondili. Visse nel Permiano medio, circa 270 milioni di anni fa (Guadalupiano), e i suoi resti fossili sono stati ritrovati nel nord-est del Brasile. Questo animale rappresenta il più grande anfibio mai esistito sulla terra.

## Descrizione

Dimensioni di Prionosuchus a confronto con un uomo: dimensioni dell'olotipo (in verde) e dimensioni dell'esemplare più grande ritrovato

I resti di Prionosuchus sono perlopiù frammentari e sono stati ritrovati nella Formazione Pedra do Fogo, nel bacino di Parnaíba, nel Brasile nord-orientale, venendo descritto da L. I. Prize, nel 1948. Il cranio incompleto dell'esemplare olotipico doveva misurare circa 50 centimetri (20 pollici) di lunghezza. In seguito sono stati ritrovati altri esemplari sebbene sempre frammentari. In particolare, un esemplare molto frammentario, ma di grandi dimensioni (l'esemplare BMNH R12005) sembra provenire da un individuo quasi tre volte le dimensioni della maggior parte degli altri esemplari, e secondo le stime più accreditate il suo cranio misurerebbe ben 1,6 metri (5,2 piedi). Basandosi sulle specie affini, la lunghezza totale del corpo di questo esemplare è stato stimato a circa 9 metri (30 piedi), il che rende la specie più grande conosciuta di temnospondilo e di anfibio in generale.
Con un muso allungato, stretto e rastremato, dotato di numerosi denti affilati, il corpo lungo, le gambe corte e una coda adattata per il nuoto, il suo aspetto generale di questo animale era incredibilmente simile a quello di un coccodrillo moderno, in particolare al gaviale, con cui probabilmente condivideva uno stile di vita simile, tendendo imboscate ad altri animali acquatici, in particolar modo nutrendosi di pesci.

## Classificazione
Il Prionosuchus è stato classificato come un archegosauride, da Carroll. Il genere è monotipico con P. plummeri come unica specie descritta. Gli archegosauridi erano un gruppo di temnospondyli che occupavano la nicchia ecologica dei moderni coccodrilli e alligatori durante il Permiano, e di cui il genere europeo Archegosaurus, è l'esemplare tipico. Il gruppo si estinse alla fine del Permiano e la nicchia da loro lasciata fu in seguito riempita da nuovi temnospondyli, in seguito affiancati da rettili come i phytosauri, nel periodo Triassico.
Nel 1991, i paleontologi Cox e Hutchinson hanno rivalutato la specie Prionosuchus plummeri, sinonimizzandola con il genere Platyoposaurus, della Russia. Sulla base di questo studio, la Formazione Pedra do Fogo è stata rivalutata e datata dal Permiano medio-superiore. Tuttavia, gli studi sul polline delle piante indicano che questa formazione è in realtà risalente all'inizio del Permiano, rendendo il Prionosuchus non contemporaneo di Platyoposaurus.

## Paleobiologia

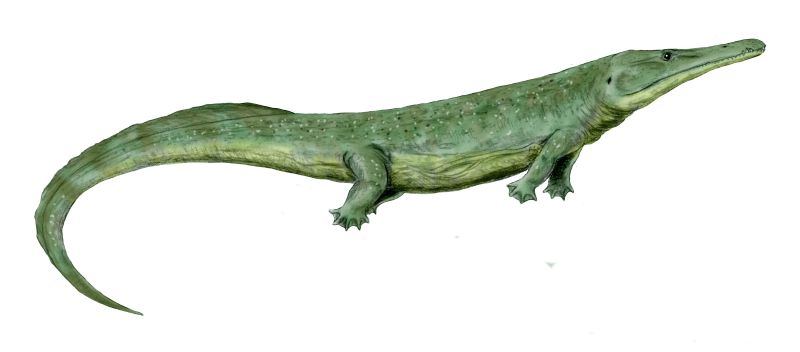
Ricostruzione di Prionosuchus

### Ciclo vitale
Come tutti gli anfibi, probabilmente, anche il Prionosuchus aveva un proprio ciclo vitale, da girino ad adulto. Come salamandre e tritoni moderni, forse, in età giovanile questi animali erano muniti di branchie esterne, che durante la crescita sparivano pian piano permettendo all'animale di respirare aria ed, eventualmente, avventurarsi sulla terraferma (sebbene i fragili arti non era proprio adatti alla locomozione terrestre). È possibile che gli esemplari più giovani restassero nell'acqua bassa vicino alle rive in gran numero per proteggersi dai predatori, per poi spostarsi in acque più profonde quando diventavano adulti.

### Alimentazione
Il Prionosuchus era certamente un animale predatore che tendeva agguati lungo le rive o acquattato sui fondali. Tuttavia il suo muso lungo e stretto pieno di denti, probabilmente, gli impedivano di cibarsi di grandi prede. Pertanto le sue prede abituali dovevano essere i pesci, che agguantava con il suo lungo muso standosene acquattato sul fondale. Questo è un comportamento simile a quello adottato dal gaviale del Gange, che presenta un muso simile.

## Paleoecologia
Il Prionosuchus viveva in un ambiente umido e tropicale, come indicato dalla foresta pietrificata della formazione Pedra do Fogo, in cui è stato ritrovato il fossile. Gli strati, composti da siltiti, argille e calcari sono stati depositati in ambienti lagunari e fluviali. Altri animali scoperti nelle stesse rocce includono un gran numero di pesci (squali primitivi, palaeoniscidi, e dipnoi) e anfibi.